# 三郷市立北中学校
三郷市立北中学校（みさとしりつきたちゅうがっこう）は、埼玉県三郷市泉にある市立中学校。

## 概要
三郷市の中北部にある中学校である。2015年4月現在の生徒数は514名である。

## 沿革

### 旧彦成中学校、第三中学校、本校
- 1947年（昭和22年）4月1日 - 彦成村大字彦野41番地に彦成村立彦成中学校として開校。敷地は彦成村立彦成小学校(現三郷市立彦成小学校)の北側、現在彦成小学校校舎のあるあたりに旧彦成中学校の校舎が建てられる。ちなみに当時の小学校校舎は現在の校庭部分、講堂記念館より南側にあった。
- 1956年（昭和31年）9月30日 - 三村合併により三郷村成立。三郷村立第三中学校と改称。
- 1962年（昭和37年）3月31日 - 中学校統合により、三郷村立第三中学校廃止。翌日三郷村立北中学校本校となる。

### 旧早稲田中学校、第一中学校、分教場
- 1947年（昭和22年）4月1日 - 早稲田村大字大広戸637番地に早稲田村立早稲田中学校として開校。敷地は早稲田村立早稲田小学校(現三郷市立早稲田小学校)の北側、現在は小学校北側のライオンズマンション三郷などが建っているあたりに校舎が建てられる。当時は早稲田小学校とは道路を隔てて南側で接していた。
- 1956年（昭和31年）9月30日 - 三郷村成立に伴い三郷村立第一中学校と改称。
- 1962年（昭和37年）3月31日 - 中学校統合により、三郷村立第一中学校廃止。翌日三郷村立北中学校早稲田分教場となる。

### 北中学校
- 1962年（昭和37年）4月1日 - 中学校統合により、三郷村立北中学校設置。(第三中学校が本校、第一中学校が分教場。)
- 1964年（昭和39年）10月1日 - 町制施行・校名を三郷町立北中学校と改称。
- 1966年（昭和41年）7月18日 - 三郷村彦倉853番地(のちに泉267番地1、現在の三郷市泉二丁目13番地1)に現北校舎竣工し、本校と分教場から移転。
- 1996年（昭和41年）9月1日 - 開校式を行う。
- 1972年（昭和47年）5月3日 - 市制施行・校名を三郷市立北中学校と改称。
- 1973年（昭和48年）2月28日 - 屋内運動場落成。
- 1975年（昭和50年）4月1日 -  彦成中を分離。
- 1986年（昭和61年）3月25日 - 現南校舎竣工。

## 著名な卒業生
- 石井優花 - ハンドボール選手
- 吉野樹 - ハンドボール選手[要出典]